# Ivan Palčić
Ivan Palčić (Novalja, 25. studenoga 1892. – Novalja, 29. svibnja 1969.) bio je grafičar i slikar.

## Životopis
Pohađao je pučku školu u Novalji, a u Zadru gimnaziju 1912. godine s hrvatskim nastavnim jezikom. Studij prava u Pagu započeo je 1913. godine, ali ubrzo je otišao u Zagreb i upisao slikarstvo kod Bele Čikoša Sesije i Aurea Roberta. Prvi svjetski rat proveo je u Petrinji gdje je bio vojnik i kao zarobljenik na Siciliji. Nakon rata, 1919. godine, boravio je u Splitu gdje je otvorio atelje. Kratko se zadržavši u Splitu, odlazi u Prag na Akademiju kod grafičara i slikara Maxa Švabinskog i Vlahe Bukovca. Nakon Akademije otišao je u Beč gdje je napravio nekoliko ekspresionističkih radova. Kasnije se vratio u Pag gdje je živio povučeno. Svoje izložbe izlagao je samostalno u Zagrebu, Zadru i drugim mjestima.
Dvadeset pjesama Ivana Palčića sačuvane su u rukopisu, a uz 140 reprodukcija 20 ih je objavljeno u monografiji posvećenoj njemu.

## Vanjske poveznice
- Književna rijeka